# Hornsby
Hornsby es un suburbio de Sídney, Australia situado al norte del Centro de Sídney en la comuna de Hornsby. Hornsby a esta no muy lejos del río Hawkesbury. Es un suburbio de 156 627 habitantes. Está conectada con el Centro de Sídney por un tren.

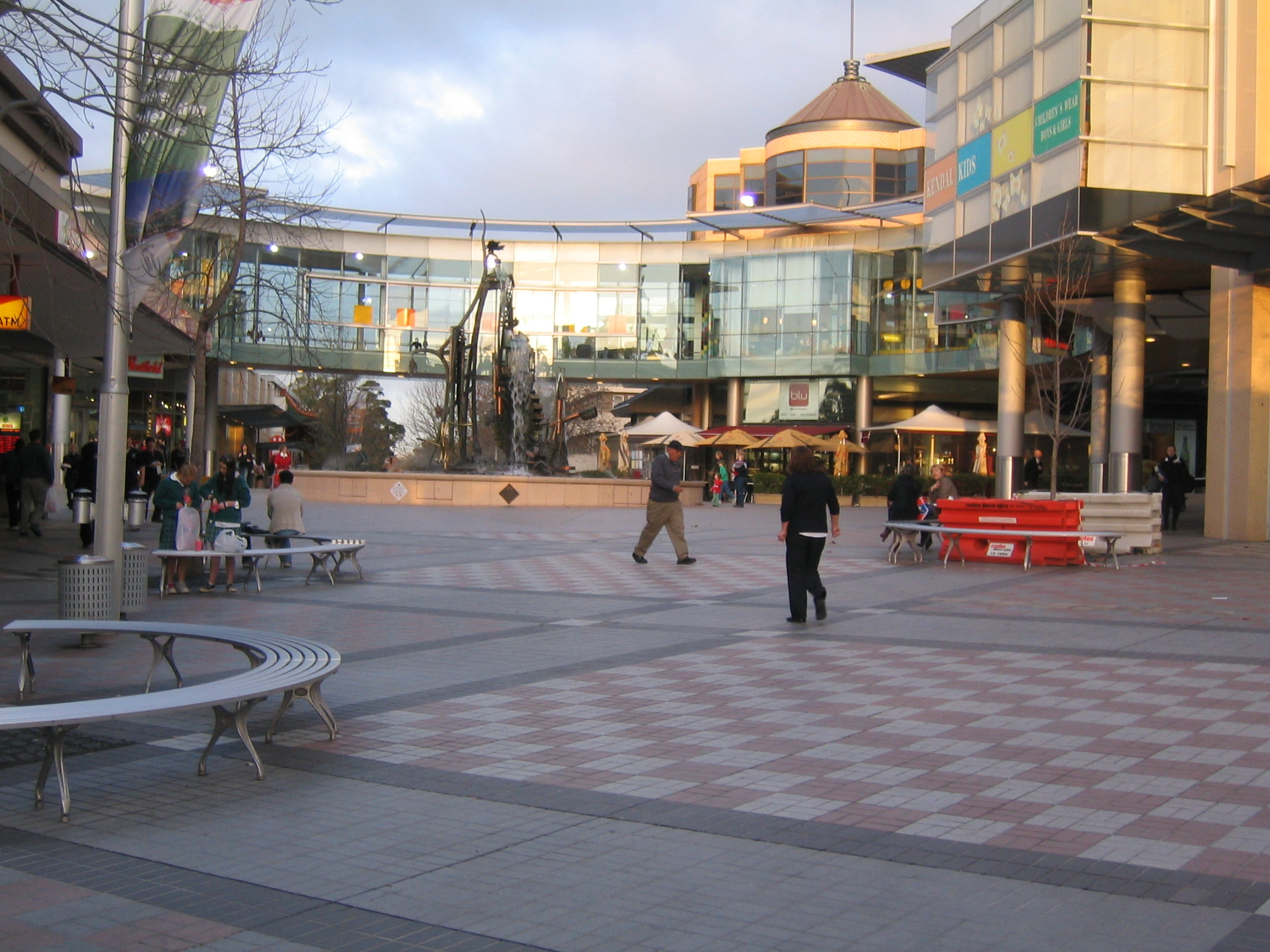
El mall de Hornsby.

- Datos: Q1007874
- Multimedia: Hornsby, New South Wales / Q1007874

1. ↑  Worldpostalcodes.org, código postal n.º 2077.